# Gridnik
Gridnik is een geometrisch monospace-lettertype ontworpen door Wim Crouwel in 1974. Het is de digitale versie van de letter Olivetti Politene.

## Ontstaansgeschiedenis
Rond 1974 werd Crouwel gevraagd door typemachinefabrikant Olivetti om een nieuwe letter te ontwerpen voor elektrische typemachines.
Het uiteindelijke ontwerp was een schreefloos monoline (alle lijnen zijn even dik) lettertype, in drie verschillende breedtes.
Het werd door Olivetti Politene genoemd. Alle letters zijn gebaseerd op een rechthoekig grid, met 45-graden-hoeken.
Voordat Crouwel het letterontwerp kon voltooien, was de belangstelling voor elektrische typemachines echter zozeer afgenomen, dat Olivetti de letter niet meer nodig had. De auteursrechten gingen hierdoor weer terug naar Crouwel.

## Cijferfrankeerzegels
Het meest bekende gebruik van de Gridnik is op een serie Nederlandse cijferfrankeerzegels. In ongeveer dezelfde periode als de opdracht van Olivetti had Crouwel van de PTT Post de opdracht gekregen om een serie cijferfrankeerzegels te ontwerpen. Hiervoor heeft Crouwel toen de Politene aangepast, om het woord 'Nederland' en de cijfers te kunnen zetten. Deze zegels waren van 1976 tot 2002 in gebruik.

## Digitale Gridnik
De digitale versie van het lettertype, Gridnik genaamd, is aan de hand van de originele pentekeningen gedigitaliseerd door Freda Sack en David Quay van The Foundry in Londen. In eerste instantie bestond het font maar uit één lettertype – als onderdeel van de Architype 3 Crouwel collectie – maar later is de letterfamilie uitgebreid met onder andere een lichte variant en een bold. Deze versie heet Foundry Gridnik. De naam Gridnik is door The Foundry gekozen omdat Crouwel door zijn vrienden vaak Mr. Gridnik werd genoemd, naar aanleiding van zijn op het grid gebaseerde stijl van ontwerpen.

## Andere letters van Wim Crouwel
- Fodor
- New Alphabet